# تیم سونیک ریسینگ
تیم سونیک ریسینگ یا مسابقهٔ تیم سونیک (به انگلیسی: Team Sonic Racing) بازی مسابقه کارتینگ توسعه‌یافته توسط سومو دیجیتال می‌باشد که در سال ۲۰۱۹ توسط سگا منتشر گردید. این بازی اسپین‌آفی از مجموعهٔ سونیک خارپشت می‌باشد و در مهٔ سال ۲۰۱۹ برای نینتندو سوئیچ، پلی‌استیشن ۴، ویندوز و ایکس‌باکس وان منتشر گردید. نسخهٔ ساده‌شدهٔ بازی نیز در سپتامبر سال ۲۰۱۹ برای آی‌اواس تحت نام سونیک ریسینگ از سوی اپل ارکید منتشر گردید. این بازی بعدها در مارس سال ۲۰۲۱ بر روی آمازون لونا منتشر گردید.
بازیکنان با انتخاب یکی از ۱۵ شخصیت موجود در این مجموعه، به وسیلهٔ خودروهای اسپرت به رقابت می‌پردازند. گیم‌پلی از زاویه دید سوم‌شخص ارائه می‌شود و بازیکنان می‌توانند حرکات نمایشی انجام دهند، دریفت کنند و آیتم‌های پاور-آپ جمع‌آوری نمایند. تیم سونیک ریسینگ با بازی‌های مسابقه کارتینگ معمولی فرق دارد چرا که بر همکاری تیمی متمرکز می‌باشد؛ مشابه آنچه در بازی‌های اسپلاتون (۲۰۱۵) و اورواچ (۲۰۱۶) مشاهده شده‌است — بازیکنان در این بازی به‌عنوان بخشی از یک تیم به رقابت می‌پردازند و بردن مسابقات نه فقط به سرعت بلکه به کارایی تیم نیز بستگی دارد. بازی دارای حالت‌های مختلفی همچون رقابت برای جمع‌آوری امتیاز، مسابقات زمان‌دار، امکان شخصی‌سازی قوانین مسابقه و یک کمپین آموزشی با محوریت داستانی است.

## پی‌رنگ
یک تانوکی بیگانه به نام دودون پا دعوتنامه‌هایی به سونیک و چندتا از دوستانش می‌فرستد و از آن‌ها دعوت می‌کند تا در یک سری مسابقات تیمی شرکت کنند. او برای هر یک از شرکت‌کنندگان مسابقه خودروهایی مجهز به فناوری پیشرفته طراحی کرده و آن‌ها را به‌عنوان جایزه به تیم برنده تقدیم می‌کند. با اینکه سونیک و دوستانش نسبت به انگیزه‌های دودون پا تردیدهایی دارند، اما در نهایت با پیشنهاد او موافقت می‌کنند. مسابقه آن‌ها را تا سرتاسر جهان می‌برد و دودون پا در این بین هر بار با چالش‌هایی جدید و سخت‌تر آن‌ها را به رقابت می‌کشاند.
مسابقه‌دهندگان همچنان همچنان به دودون پا مشکوک هستند و بر این باورند که شاید او با دشمن دیرینهٔ سونیک، دکتر اگمن، متحد شده باشد. آن‌ها با تحقیقات بیشتر پی می‌برند که دودون پا پادشاهٔ سیارهٔ دونپا کینگدام و رئیس هیئت مدیره شرکت خودروسازی دونپا موتورس می‌باشد. این شرکت در حال توسعهٔ یک موتور انرژی نهایی است که نیرویش را از همکاری تیمی می‌گیرد. دودون پا می‌خواسته از این مسابقات برای هدف‌های بشردوستانه استفاده و و داده‌های تحقیقاتی جمع کد تا انرژی لازم برای موتور را تأمین نماید.
اگمن و دارودسته‌اش پس از ناکامی در سرقت موتور دست به ربودن دودون پا می‌زنند و او را در دل ناو جنگیشان به اسارت می‌گیرند. اگمن با فریب دودون پا او را وادار به تکمیل موتور کرده و سونیک و دوستانش را مجبور می‌کند با مسابقه دادن انرژی لازم را تولید کنند. اگمن موتور را درون یک ربات آخرالزمانی کار می‌ذارد، اما ربات قاطی می‌کند و ناو جنگی را داغون می‌کند. سونیک و دوستانش موفق می‌شوند دودون پا را همزمان با انفجار ناو نجات دهند، اما خودروها طی این ماجرا از بین می‌روند. دودون پا با قدردانی برای همه خودروهای تازه‌ای می‌سازد و آن‌ها آن‌ها برای مسابقه‌ای تازه آماده می‌شوند.